# Matti Nenonen
Matti Johannes Nenonen (Helsinki, 14 ottobre 1934) è un ex cestista finlandese.

## Carriera
Con la Finlandia ha disputato i Campionati europei del 1959.

## Palmarès
- Campionato finlandese: 5

Tapion Honka: 1967-68, 1968-69, 1969-70, 1970-71, 1971-72